# الحرب البورمية السيامية (1765-1767)
دارت رحى الحرب البورمية السيامية (1765-1767) (بالبورمية: ယိုးဒယား-မြန်မာစစ် (၁၇၆၅–၁၇၆၇)‏ (بالتايلندية: สงครามคราวเสียกรุงศรีอยุธยาครั้งที่สอง)‏ وتُعتبر حرب الهزيمة الثانية لأيوثايا. مثّلت الحرب الصراع العسكري الثاني بين سلالة كونباونغ في بورما (ميانمار) وسلالة بان فولو لوانغ في سيام (تايلاند)، واسفرت عن انتهاء مملكة سيام التي بقيت أربعة قرون. ومع ذلك سرعان ما أُجبر البورميون على التخلي عن مكاسبهم التي حصلوا عليها بشق الأنفس عندما أجبرتهم الغزوات الصينية لوطنهم على الانسحاب الكامل بحلول نهاية عام 1767. ظهرت سلالة سيامية جديدة تنحدر منها أصول الملكية التايلاندية الحالية، والتي وحدت سيام مجددًا عام 1770.
كانت هذه الحرب استمرارًا لحرب 1759-1760. وكان الهدف منها هو السيطرة على ساحل تانينثاري وتجارته، ودعم سيام للمتمردين في المناطق الحدودية البورمية. بدأت الحرب في أغسطس عام 1765 عندما غزا جيش بورما الشمالي الذي تكون من 20,000 جندي مناطق شمال سيام، وانضمت إليه ثلاثة جيوش جنوبية فاق عددها 20,000 في أكتوبر لتنفيذ إستراتيجية الكماشة في أيوتايا. تغلبت الجيوش البورمية على الدفاعات السيامية المتفوقة عدديًا وضعيفة التنسيق بحلول أواخر يناير عام 1766، واقتربت من عاصمة سيام.
بدأ حصار أيوتايا مع الغزو الصيني الأول لبورما. اعتقد السياميون أنهم إذا تمكنوا من الصمود حتى موسم الأمطار ستجبر الفيضانات الموسمية في السهل المركزي في سيام قوات العدو على التراجع. لكن اعتقد الملك هسينبيوشين (ملك بورما) أنَّ الحرب الصينية كانت نزاعًا حدوديًا ثانويًا واستمرَّ بالحصار. تغير مكان المعركة خلال موسم الأمطار بين يونيو -أكتوبر عام 1766 بسبب غمر مياه الامطار للسهل لكنها فشلت في تغيير الوضع العام. شنَّ الصينيون هجومًا أكبر بكثير عندما جاء موسم الجفاف لكن الملك هسينبيوشين رفض استدعاء قوات إضافية. عرض ملك سيام إختات في مارس 1767 التبعية لبورما ولكن طالب البورميون بالاستسلام غير المشروط. حاصر البورميون في 7 أبريل 1767 المدينة للمرة الثانية في التاريخ، وارتكبوا فظائع تركت بصمة سوداء كبيرة على العلاقات البورمية التايلاندية حتى يومنا هذا. نُقل آلاف الأسرى من سيام إلى بورما.
كان الاحتلال البورمي قصير الأجل. هاجمتهم الصين في نوفمبر 1767 مرة أخرى بقوة أكبر، واقتنع هسينبيوشين بسحب قواته من سيام. حققت قوات تاكسون من ثونبوري النصر في الحرب الأهلية السيامية التي تلت ذلك بحلول منتصف عام 1770. كما هزم البورميون غزوًا صينيًا رابعًا بحلول ديسمبر 1769.
بقي الوضع على حاله في ذلك الوقت. ضمَّت بورما ساحل تيناسيريم الجنوبي لكنها فشلت مرة أخرى في القضاء على دعم سيام للتمرد في أراضيها الحدودية الشرقية والجنوبية. انشغل هسينبيوشين في السنوات التالية بالتهديد الصيني، ولم يعاود خوض الحرب السيامية حتى عام 1775 بعد بدأ لان نا ثورةً مرةً أخرى بدعم سيام. أثبتت قيادة سيام فترة ما بعد أيوتايا أنها قادرة وهزمت أعدائها في الغزوتين التاليتين (1775-1776 و1785 -1786)، وهزمت لان نا في نفس العملية.

## خلفية الحرب
كانت الحرب البورمية السيامية (1765-1767) استمرارًا لحرب 1759-1760 التي اندلعت بسبب النزاع على ساحل تيناسيريم وتجارته، ودعم سيام لمتمردي مون من مملكة هانثاوادي في بورما. لم تُحسم حرب عام 1760 والتي أودت بحياة مؤسس السلالة الملك ألاونغبايا. وعلى الرغم من استعادة بورما السيطرة على ساحل تيناسيريم الشمالي إلى تافوي إلا أنها لم تحقق أيًا من أهدافها الأخرى. عانى الملك البورمي الجديد ناونداواغي بعد الحرب من تمرد في آفا وتونغو، ومن عدم الاستقرار في المناطق الحدودية. أعلن لان نا (في شيانغ ماي) تمردًا مفتوحًا بين عامي 1761 و1763 بدعم قوي من سيام. (حتى أن سيام أرسلت جيشًا لدعم المتمردين. ولكن تذكر السجلات في سيام أنَّ الجيش لم يشارك في القتال لأن الجيش البورمي قد هزم التمرد بالفعل.) قدمت سيام المأوى للمتمردين المون المهزومين الذين تمردوا في جنوب بورما في عام 1762.
هدأت الأمور بعد أن قُمع تمرد لان نا في يناير 1763. كان ناونداواغي الذي قمع عدة تمردات منذ حكمه حريصًا على القيادة بسلام. اختار عدم شن حرب على سيام على الرغم من دعم سيام النشط لتمرد لان نا واستمرارهم في إيواء متمردي مون. توفي ناونداواغي في نوفمبر 1763 وخلفه شقيقه هسينبوشين الذي رغب بمواصلة الحرب مع سيام منذ نهاية الحرب الأخيرة.
انزعجت قيادة سيام من تولي هسينبوشين العرش. زاجت القيادة السيامية سياستها في إبقاء المناطق البورمية غير مستقرة مع العلم أنَّ الحرب كانت حتمية. نجحت سيام في منتصف عام 1764 في تشجيع حاكم مون في تافوي والذي عُين من قبل ألاونغبايا قبل أربع سنوات فقط بتغيير تحالفه. اضطر هسينبوشين إلى إرسال جيش بقيادة مها نوراهتا لاستعادة تافوي في نوفمبر 1764. وعادت اضطرابات لان نا للظهور بعد مغادرة الجيش البورمي في فبراير عام 1764، مما اجبر البورميين على العودة إلى المنطقة في وقت لاحق من نفس العام.
حُشدت الجيوش البورمية في تافوي في الجنوب وشيانغ ماي في الشمال بحلول يناير 1765 مستعدةً لحرب وشيكة.[بحاجة لمصدر]

## التحضير للحرب

### الاستعدادات البورمية
استخدم هسينبيوشين تجربته المباشرة للتخطيط للغزو القادم بصفته نائب القائد العام في حرب 1760. تمثلت خطته العامة في تطبيق خطة الكماشة في عاصمة سيام من الشمال والجنوب. عيّن اثنين من أكثر جنود البلاد مهارةً وهما مها نوراهتا وني ميو ثيابات لقيادة الهجوم.
وضع على الجبهة الجنوبية مها نوراهتا وجيشه القوي الذي بلغ عدده 20,000 والذين أخمدوا تمرد تافوي. وفرت سيطرة البورميين على تافوي لهم أقصر طريق نحو أيوثايا. أرسل ني ميو ثيابات للشمال لبناء جيش من منطقة شان خلال عام 1764. قاد ني ميو ثيابات بحلول نوفمبر جيشًا قوامه 20,000 جندي في كينغتونغ، واستعد للمغادرة إلى شيانغ ماي.
تمثلت الخطوة التالية في خطة هسينبيوشين في الالتفاف على جيش سيام في الشمال والشمال الشرقي. أمر ني ميو ثيابات بغزو مملكتي فيانتيان ولوانغ فرابانغ. غزا فيانتيان دون قتال في يناير 1765. وهزم في معركة لوانغ فرابانغ في مارس عام 1765. أُجبرت الممالك المهزومة على دفع رسوم للجيش الشمالي. ضمت القيادة الشمالية لبورما أكثر من 20,000 رجل. نُشر في 29 أبريل 1765 جيش شمالي تكون من 20,000 جندي في لامبانج على حدود سيام. (خصصت باقي القوة لحماية المواقع العسكرية في كينغتونغ وشيانغ ماي لحراسة الخطوط الخلفية. أثبتت تلك الاحتياطات فائدتها إذ قاومت حامية كينغتونغ بنجاح الغزو الصيني في الفترة 1765-1766).
اندلع تمرد في مانيبور خلال فترة حشد الجيوش البورمية الرئيسية على حدود سيام. لم يطلب هسينبيوشين الجيوش. بل قاد قوة عسكرية لقمع التمرد في ديسمبر 1764. أرسل الملك البورمي 10000 رجل لتعزيز الجيش الجنوبي ليبلغ تعداده 30,000 بعد أن وصل هسينبيوشين إلى آفا في أبريل 1765. ثم حشد الجيش البورمي ما مجموعه 50000 جندي. (مثّل هذا على الأرجح أكبر حشد للجيش البورمي منذ غزو باينناونج 1568-1569). قاد فيلق المدفعية البورمي مجموعة قُدرت بمئتي عسكري فرنسي أُسِروا في معركة سيريم في 1756 خلال الحرب الأهلية البورمية 1752-1757.